# Silvia Cruz Lapeña
Silvia Cruz Lapeña (Barcelona, 1978) és una periodista i escriptora, especialista en flamenc. Autora de Crónica jonda publicada per l'editorial Libros del K.O. el 2017 i de l'epíleg de la reedició de 2014 del llibre de Francisco Peregil Camarón de la Isla. El dolor de un príncipe (editorial Libros del K.O.).